# Kalinka
| Música  | composta em | compositor/letra | Estado        |
| ------- | ----------- | ---------------- | ------------- |
| Kalinka | 1860        | Ivan Larionov    | Império Russo |

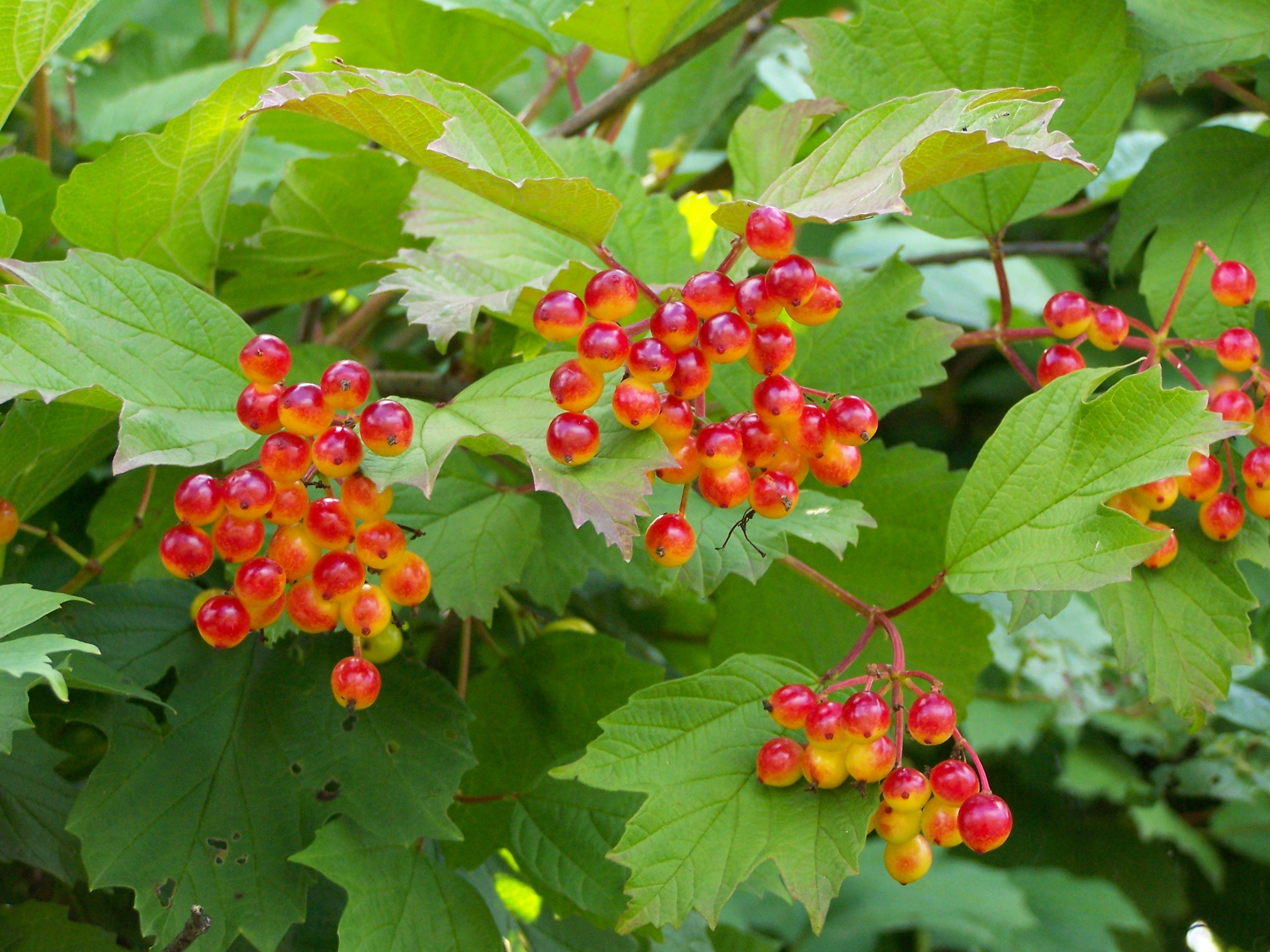
Kalinka significa viburno - designação comum a várias espécies do gênero Viburnum, tal como a Viburnum opulus ou rosa-de-gueldres

"Kalinka" (em cirílico "Калинка") é uma conhecida canção russa escrita e composta em 1860 pelo compositor Ivan Petrovich Larionov e apresentada pela primeira vez em Saratov, sendo posteriormente popularizada por um grupo coral ao qual tinha sido cedida pelo compositor. A canção também foi regravada pelo cantor russo Vitas em seu CD Obras-primas de Três Séculos (2010).

## Música
O refrão da canção refere-se ao kalinka, que é a árvore de bolas de neve (Viburnum opulus). Tem um andamento rápido e letras alegres. O refrão principal (Kalinka, Kalinka ...) aumenta no tempo cada vez que é cantado. Um dos cantores mais conhecidos dessa canção foi Evgeny Belyaev (1926-1994).

## Letra
| Letra em russo | Transliteração | Letra em português |
| --- | --- | --- |
| Калинка, калинка, калинка моя! В саду ягода малинка, малинка моя! Калинка, калинка, калинка моя! В саду ягода малинка, малинка моя! Ах, под сосною, под зелëною, Спать положите вы меня! Ай-люли, люли, ай-люли, Спать положите вы меня. Калинка, калинка, калинка моя! В саду ягода малинка, малинка моя! Калинка, калинка, калинка моя! В саду ягода малинка, малинка моя! Ах, сосëнушка ты зелëная, Не шуми же надо мной! Ай-люли, люли, ай-люли, Не шуми же надо мной! Калинка, калинка, калинка моя! В саду ягода малинка, малинка моя! Калинка, калинка, калинка моя! В саду ягода малинка, малинка моя! Ах, красавица, душа-девица, Полюби же ты меня! Ай-люли, люли, ай-люли, Полюби же ты меня! Калинка, калинка, калинка моя! В саду ягода малинка, малинка моя! Калинка, калинка, калинка моя! В саду ягода малинка, малинка моя! | Kalinka, kalinka, kalinka moya! V sadu yagoda malinka, malinka moya! Kalinka, kalinka, kalinka moya! V sadu yagoda malinka, malinka moya! Ah! Pod sosnoyu, pod zelënoyu, Spat polozhite vy menya. Aj lyuli, lyuli, ai lyuli, lyuli, Spat polozhite vy menya. Kalinka, kalinka, kalinka moya! V sadu yagoda malinka, malinka moya! Kalinka, kalinka, kalinka moya! V sadu yagoda malinka, malinka moya! Ah! Sosënushka ty zelënaya, Ne shumi zhe nado mnoj! Aj lyuli, lyuli, ai lyuli, lyuli, Ne shumi zhe nado mnoj! Kalinka, kalinka, kalinka moya! V sadu yagoda malinka, malinka moya! Kalinka, kalinka, kalinka moya! V sadu yagoda malinka, malinka moya! Ah! Krasavitsa, dusha devitsa, Polyubi zhe ty menya! Aj lyuli, lyuli, ai lyuli, lyuli, Polyubi zhe ty menya! Kalinka, kalinka, kalinka moya! V sadu yagoda malinka, malinka moya! Kalinka, kalinka, kalinka moya! V sadu yagoda malinka, malinka moya! | Pequeno viburno, pequeno viburno, meu pequeno viburno! No jardim está a pequena framboesa, a minha pequena framboesa! Pequeno viburno, pequeno viburno, meu pequeno viburno! No jardim está a pequena framboesa, a minha pequena framboesa! Ah! Embaixo do pinheiro, embaixo do pinheiro verde Deite-me para dormir, Ai Liuli, Liuli, ai Liuli, Liuli Deite-me para dormir. Pequeno viburno, pequeno viburno, meu pequeno viburno! No jardim está a framboesa, a minha pequena framboesa! Pequeno viburno, pequeno viburno, meu pequeno viburno! No jardim está a framboesa, a minha pequena framboesa! Ah! Você, pinheirinho verde Não faça barulho em cima de mim Ai Liuli, Liuli, ai Liuli, Liuli Não faça barulho em cima de mim Pequeno viburno, pequeno viburno, meu pequeno viburno! No jardim está a pequena framboesa, a minha pequena framboesa! Pequeno viburno, pequeno viburno, meu pequeno pequeno viburno! No jardim está a pequena framboesa, a minha pequena framboesa! Ah! Linda e graciosa donzela, Quero que você me ame, Ai Liuli, Liuli, ai Liuli, Liuli, Quero que você me ame! Pequeno viburno, pequeno viburno, meu pequeno viburno! No jardim está a pequena framboesa, a minha pequena framboesa! Pequeno viburno, pequeno viburno, meu pequeno viburno! No jardim está a framboesa, a minha pequena framboesa! |

## Gravações e influência cultural
Kalinka é considerada uma das mais famosas canções folclóricas e folclóricas russas na Rússia e em todo o mundo.   
Versões de órgão instrumental dessa música podem ser encontradas nas arenas de hóquei no gelo da América do Norte.   Uma versão tecno-infundida de "Kalinka", do organista vivo Dave Calendine, toca quando o atacante Pavel Datsyuk, do Detroit Red Wings, marca um gol. 
Ele apareceu no filme de 1953 Tonight We Sing, interpretado pelo baixo operístico americano italiano e pelo ator Ezio Pinza. O filme foi uma semi-biografia do baixo russo Feodor Chaliapin que cantou e, durante os primeiros dias de gravação, gravou a música para o HMV / Victor. A gravação de Pinza foi incluída no lançamento do álbum de trilha sonora de 10 polegadas do mesmo ano, coincidentemente da RCA Victor.
Em 1962, foi cantado no filme de Hollywood Taras Bulba, um filme baseado no romance de Nikolai Gogol, ambientado na Ucrânia do século 16, estrelado por Yul Brynner e Tony Curtis, embora as letras foram completamente alteradas para se adequar à cena.
Na versão de Atari em 1988 de Tetris, Kalinka é apresentado como uma de suas canções-tema; no entanto, é erroneamente rotulado "KARINKA" na versão NES. Desde então, Kalinka tem sido frequentemente incluído em jogos Tetris licenciados, ao lado de Korobeiniki e Troika, o primeiro dos quais é agora vulgarmente conhecido como "o tema de Tetris".
Em 1991, a quarta edição da série de videogame Mega Man com tema musical introduziu um personagem russo chamado Kalinka.
Em 1993, o tenor galês Wynford Evans cantou "Kalinka" no Cardiff Arms Park Stadium, acompanhado pelo maior coral masculino de 10.000 vozes, conhecido como World Choir.
Em 1998, a banda dinamarquesa Infernal tornou a música popular na Escandinávia.
No OVA Labirinto de Chamas de 2000, ambos os episódios contêm a música como tema de encerramento.[carece de fontes?]
Em 2003, Roman Abramovich comprou o Chelsea FC. Desde então, o "Kalinka" é jogado frequentemente antes ou depois de jogos importantes, incluindo os confrontos na Liga dos Campeões com o FC Barcelona e a final da Copa da Liga.
Em 2008, o cantor russo Alexey Vorobyov também teve uma música chamada "New Russian Kalinka" (em inglês) e "Novaya Ruskaya Kalinka" (em russo), que é um cover da música.[carece de fontes?]
Uma versão balalaika de "Kalinka" pode ser encontrada em uma loja de discos, no mapa "Terminal", no jogo Call of Duty: Modern Warfare 2, lançado pela Activision em 2009. [carece de fontes]
O Alexandrov Ensemble cantou ao lado de artistas de circo durante o intervalo da semifinal da Eurovision Song Contest 2009.
Em 2010, o contra-tenor russo Vitas cobriu a canção em seu álbum Masterpieces of Three Centuries.[carece de fontes?]
O filme em hindi de 2011, 7 Khoon Maaf, dirigido por Vishal Bhardwaj, apresenta uma faixa chamada 'Darling' e 'Doosri Darling', que é uma capa com letras próprias em hindi. 
No programa de televisão italiano Non è la RAI, a competidora russa Yelyena Mirzoyan cantou a canção durante a terceira temporada.[carece de fontes?]
Em 2013, o episódio da segunda temporada, "A Father's Love", da sitcom americana New Girl, o pai de Nick envolve Jess e Nick em um esquema com traficantes russos de espermatozóides. Um nervoso Nick começa a suar profusamente quando conhece os traficantes intimidadores. Para provar que ele não é um policial usando um arame, os homens forçam Nick a tirar suas roupas e dançar enquanto eles zombam palmas ritmicamente e cantam Kalinka.
Em Fargo 3 ª temporada, episódio 2, "O Princípio da Escolha Restrita", a música toca como V.M. Os capangas de Varga, Yuri e Meemo, jogam a advogada de Emmit Stussy em uma garagem para a morte, e então se divertem empurrando um ao outro enquanto caminham de volta para o carro.
No video game Payday 2, a música é cantada pelo personagem Vlad no sucesso da missão Four Stores. 
No videogame Tom Clancy's Rainbow Six Siege, lançado em 2015, "Kalinka" é usado no vídeo introdutório de Tachanka. 
No video game Civilization VI, lançado em 2016, "Kalinka" é o tema da civilização russa, tocada quando a civilização está presente em um jogo. Conforme o jogador progride ao longo das diferentes eras da civilização, complexidade e camadas adicionais são adicionadas. 
"Kalinka" foi tocada durante a cerimônia de encerramento da Copa do Mundo de 2018 na Rússia pela cantora russa soprano Aida Garifullina, com o famoso ex-jogador de futebol Ronaldinho Gaúcho.
A melodia é usada como um tema de personagem para o protagonista principal Misha Takanashi no anime de televisão de 2018 Uchi no Maid ga Uzasugiru !.
A música é tocada durante a cena do Iron Sky: The Coming Race, que revela uma cidade soviética em Marte.

## Mr Kalinka
O arranjo de Kalinka, que é tradicionalmente realizado pelo Alexandrov Ensemble, transformou a canção frívola em uma ária operística. O primeiro solista ensemble para executar este foi Pyotr Tverdokhlebov, mas o primeiro a ganhar o título de Sr. Kalinka foi Victor Ivanovich Nikitin no concerto da paz de Berlim de agosto de 1948, onde ele cantou três encores da canção. O título não é oficial e concedido pelo público e jornalistas presentes em concertos bem-sucedidos do Ensemble, onde Kalinka ganha inúmeros bis. Uma gravação definitiva de Kalinka foi feita em 1963 no Abbey Road Studios, Londres pelo tenor lírico Evgeny Belyaev, com o Alexandrov Ensemble, sob a direção de Boris Alexandrovich Alexandrov.  Belyaev ganhou o título de Mr. Kalinka nos shows em Londres de 1956 e 1963.  Desde então tem havido vários Srs. Kalinkas, incluindo Vasily Ivanovich Shtefutsa e Vadim Petrovich Ananyev. 